# Iracema (Film)
Iracema (auch Iracema: Uma Transa Amazônica) ist ein deutsch-brasilianischer Film von Jorge Bodanzky aus dem Jahr 1974.

## Inhalt
Die indigene Prostituierte Iracema trifft den weißen Lastwagenfahrer Tião und die beiden fahren durch einen sich verändernden Amazonas-Regenwald. Dabei lernt Tião mehr über die Probleme der abgeschiedenen Region.

## Produktion
Nur Peréio trägt als professioneller Schauspieler gescriptete Texte vor. Die Aufnahmen der Bevölkerung und der Regenwald-Rodung sind dokumentarisch. Die Handlung spielt im brasilianischen Staat Pará. Der Film basiert auf dem gleichnamigen Buch Iracema von José de Alencar.
Eine digitale Restaurierung wurde auf der Berlinale 2025 in der Kategorie Forum Special gezeigt.

## Rezeption
Die Ausstrahlung des Films wurde in Brasilien während der Militärdiktatur verboten, da der Film sexuelle Inhalte zeige und Gesellschaftskritik enthalte. Der Film feierte Premiere auf dem Taormina Film Fest auf Sizilien 1975 und wurde ein Jahr später bei den Internationalen Filmfestspielen von Cannes aufgeführt. Als der Film schließlich 1980 beim Festival de Brasília lief, gewann er in den Kategorien Bester Film, Beste Hauptdarstellerin, Beste Nebendarstellerin und Bester Schnitt.
Die New York Times schrieb, Iracema sei eine zynische Sicht auf den Brasilianischen Traum, wie er durch die Transamazonas-Fernstraße symbolisiert wird.
Im Jahr 2015 wurde der Film auf Platz 21 der „Liste der 100 besten brasilianischen Filme“ gewählt.